# William Courtenay (aartsbisschop)
William Courtenay (1342 - Maidstone, 31 juli 1396) was aan het eind van de 14e eeuw aartsbisschop van Canterbury. Daarnaast was hij ook voor korte tijd Lord Chancellor.

## Biografie
William Courtenay werd geboren als een van de jongere zonen van Hugh II van Devon en Margaretha de Bohun. Hij kreeg zijn opleiding aan het Exeter College in Oxford. Na de voltooiing van zijn opleiding werd hij verkozen tot kanselier van de universiteit in 1367. Drie jaar later werd hij tot bisschop van Hereford geconsacreerd. Daarna wist hij ook de bisschopzetels van Londen en Canterbury te verkrijgen. In deze tijd had hij vaak ruzie met Jan van Gent, waaronder de kwestie Wyclif. Uiteindelijk wist Courtenay Wycliff te veroordelen tijdens een synode in Londen. In 1382 verbond hij Richard II van Engeland en Anna van Bohemen. William Courtenay stierf uiteindelijk in 1396 in Maidstone.